# Сельское поселение «Посёлок Джамку»
Се́льское поселе́ние «Посёлок Джамку» — муниципальное образование в Солнечном районе Хабаровского края Российской Федерации.
Административный центр — посёлок Джамку.

## История
Статус и границы сельского поселения установлены Законом Хабаровского края от 28 июля 2004 года № 208 «О наделении посёлковых, сельских муниципальных образований статусом городского, сельского поселения и об установлении их границ».

## Население
| 2010 | 2011 | 2012 | 2013 | 2014 | 2015 | 2016 |
| ---- | ---- | ---- | ---- | ---- | ---- | ---- |
| 646  | ↘645 | ↘643 | ↘628 | ↘611 | ↘607 | ↘594 |
| 2017 | 2018 | 2019 | 2020 | 2021 |      |      |
| ↘593 | ↘585 | ↘569 | ↘564 | ↘530 |      |      |

## Состав сельского поселения
| № | Населённый пункт | Тип населённого пункта          | Население |
| - | ---------------- | ------------------------------- | --------- |
| 1 | Джамку           | посёлок, административный центр | ↘530      |